# Mieczysław Dobrowolski

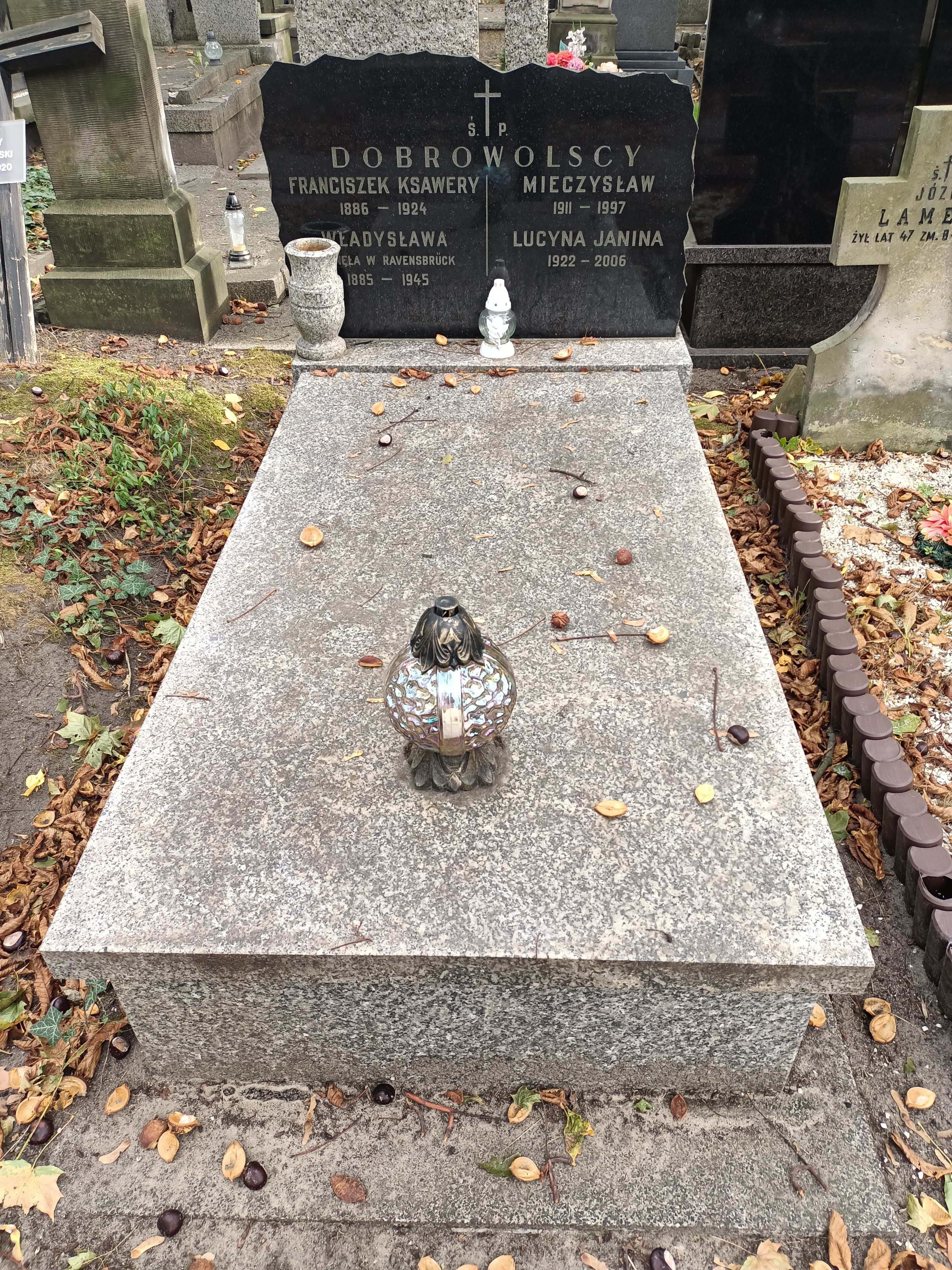
Grób Mieczysława Dobrowolskiego na Cmentarzu Powązkowskim

Mieczysław Dobrowolski (ur. 8 października 1911, zm. 1997) – polski „Sprawiedliwy wśród Narodów Świata”.

## Życiorys
Przed wojną Mieczysław Dobrowolski, mieszkaniec Warszawy, był korespondentem "Robotnika", organu Polskiej Partii Socjalistycznej. W trakcie II wojny światowej pomógł ocalić życie wielu Żydom umieszczonym przez Niemców w getcie warszawskim. W 1942 r. Dobrowolski pomógł Janinie Sztern, swojej byłej koleżance, uciec z getta i umieścił ją w swoim domu, w którym przebywała do sierpnia 1944 r. Następnie, pod przybraną tożsamością, trafiła do obozu pracy, gdzie przeżyła wojnę. Dobrowolski ukrywał w swoim mieszkaniu również m.in. Miriam Caspari, Teofilę Wichową. Opiekował się nimi i dostarczał im niezbędne fałszywe dokumenty. Dobrowolski utrzymywał kontakty z działaczami Bundu, którzy mieszkali po aryjskiej stronie miasta, oraz z Żegotą (Rada Pomocy Żydom), za pośrednictwem której przekazywał pieniądze uciekinierom żydowskim.
Mieczysław Dobrowolski jest pochowany na Cmentarzu Stare Powązki w Warszawie (kwateraː 99, rządː 6, miejsceː 5).
5 marca 1989 r. Instytut Jad Waszem uhonorował Mieczysława Dobrowolskiego medalem „Sprawiedliwy wśród Narodów Świata”.